# Sybra flavomarmorata
Sybra flavomarmorata là một loài bọ cánh cứng trong họ Cerambycidae.